# تومي فيلد
تومي فيلد (بالإنجليزية: Tommy Field)‏ هو لاعب كرة قاعدة أمريكي، ولد في 22 فبراير 1987 في أوستن في الولايات المتحدة.

## وصلات خارجية
- تومي فيلد على موقع دوري كرة القاعدة الرئيسي (الإنجليزية)
- تومي فيلد على موقعبيزبول رفرنس.كوم (الدوري الرئيسي) (الإنجليزية)
- تومي فيلد على موقعبيزبول رفرنس.كوم (الدوري الثانوي) (الإنجليزية)
- تومي فيلد على موقع إي إس بي إن.كوم (أم.أل.بي) (الإنجليزية)
- تومي فيلد على موقع مشجعي الرسوم البيانية (الإنجليزية)